# Louisburg (Minnesota)
Louisburg es una ciudad ubicada en el condado de Lac qui Parle en el estado estadounidense de Minnesota. En el Censo de 2010 tenía una población de 47 habitantes y una densidad poblacional de 59,69 personas por km².

## Geografía
Louisburg se encuentra ubicada en las coordenadas 45°9′49″N 96°10′16″O / 45.16361, -96.17111. Según la Oficina del Censo de los Estados Unidos, Louisburg tiene una superficie total de 0.79 km², de la cual 0.79 km² corresponden a tierra firme y (0%) 0 km² es agua.

## Demografía
Según el censo de 2010, había 47 personas residiendo en Louisburg. La densidad de población era de 59,69 hab./km². De los 47 habitantes, Louisburg estaba compuesto por el 93.62% blancos, el 0% eran afroamericanos, el 0% eran amerindios, el 4.26% eran asiáticos, el 0% eran isleños del Pacífico, el 2.13% eran de otras razas y el 0% pertenecían a dos o más razas. Del total de la población el 2.13% eran hispanos o latinos de cualquier raza.